# Гражданцево
Гражданцево (рос. Гражданцево) — село у Сєверному районі Новосибірської області Російської Федерації.
Входить до складу муніципального утворення Гражданцевська сільрада. Населення становить 344 особи (2010).

## Історія
Згідно із законом від 2 червня 2004 року органом місцевого самоврядування є Гражданцевська сільрада.

## Населення
| 2002 | 2007 | 2010 |
| ---- | ---- | ---- |
| 379  | ↗389 | ↘344 |